# OSM-1 CICERO
OSM-1 CICERO è il primo satellite monegasco.
Il satellite, del tipo CubeSat, è stato costruito dalla Orbital Solutions Monaco, che ha realizzato un accordo commerciale con la compagnia statunitense GeoOptics Inc., promotrice del progetto CICERO (acronimo per Community Initiative for Continuing Earth Radio Occultation): da qui il nome del satellite. Il lancio è stato effettuato con successo il 3 settembre 2020 dal Centro spaziale guyanese con un razzo vettore Vega. Il satellite è stato posto in orbita polare ed è operativo dal 22 settembre 2020. OSM-1 CICERO è stato realizzato con lo scopo di raccogliere dati meteorologici e climatici mediante la tecnica della radio occultazione e farà parte di una costellazione di microsatelliti il cui capostipite è stato CICERO 6.